# Paroriza pallens
Paroriza pallens is een zeekomkommer uit de familie Synallactidae.
De wetenschappelijke naam van de soort werd in 1896 gepubliceerd door René Koehler.